# 白老町消防本部
白老町消防本部（しらおいちょう しょうぼうほんぶ）は、北海道白老郡白老町の消防部局（消防本部）。

## 概要
2020年（令和2年）4月1日現在、以下のようになっている。

### 所在地
- 消防本部・白老町消防署 : 〒059-0997 北海道白老郡白老町字石山20-24
- 西部出張所 : 〒059-0641 北海道白老郡白老町字虎杖浜13-1

### 管内の概要
- 管内人口 : 16､472人
- 管内世帯 : 9,374 世帯
- 管内面積 : 425.64 km2

### 装備車両
- 普通ポンプ車 : 2
- 水槽付ポンプ車 : 3
- 救助工作車 : 1
- 指揮車 : 1
- 広報車 :2
- 原調車 :1
- 査察車：2
- 高規格救急車 : 3

## 沿革
- 1971年（昭和46年）6月1日 - 白老町消防本部を設立する。
- 1973年（昭和48年）4月1日 - 救急業務を開始する。
- 1980年（昭和55年）11月5日 - 西部出張所での業務を開始する。
- 1985年（昭和60年）6月5日 - 白老町消防団の全分団に携帯無線機を配置する。
- 1989年（平成元年）3月13日 - 北海道広域消防相互応援協定を締結する。
- 1999年（平成11年）12月27日 - 救急救命士制度の運用を開始する。
- 2000年（平成12年）10月1日 - 登別市消防本部との応援協定を改正する。
- 2007年（平成19年）
  - 1月1日 - 緊急消防援助隊に登録する。
  - 10月1日 - 新庁舎開庁式を挙行。新庁舎での運用を開始する。
- 2012年（平成24年）4月1日 - 緊急消防援助隊に追加登録する。
- 2018年（平成30年）4月1日 - 消防団員の年額報酬を改正する。

## 組織
消防史員の数は2018年（平成30年）4月1日現在、50人となっている。
- 消防長
  - 予防課
    - 予防グループ

  - 消防課
    - 総務グループ
    - 警防グループ
    - 救急グループ

  - 白老町消防署
    - 第1グループ
    - 第2グループ
    - 西部出張所

## 白老町消防団
消防団員の数は、2018年（平成30年）4月1日現在、124人となっている。

### 組織
- 消防団本部
  - 分団（白老、社台、竹浦、萩野、虎杖浜）